# Guy Campiglia
Pour les articles homonymes, voir Campiglia.
Guy Campiglia est un footballeur français né le 1er décembre 1920 à Marseille (Bouches-du-Rhône), mort le 3 janvier 2005 à Châteaubriant,.

## Biographie
Il a été le meilleur buteur du premier championnat de France de Division 2 après la Seconde Guerre mondiale.
Il a ainsi marqué 27 buts avec son équipe, Angers.
Il a joué ensuite dans de nombreux clubs pour finir sa carrière à Monaco comme milieu de terrain en 1952.

## Carrière de Joueur
- 1944-1945 :  SC Saumur
- 1945-1946 :  Angers SCO
- 1946-1947 :  Lille OSC
- 1947-1948 :  Le Havre AC
- 1948-1949 :  FC Sochaux-Montbéliard
- 1949-1951 :  AS Troyes-Savinienne
- 1951-1952 :  AS Monaco[3]
- 1952-1955 :  AS Troyes-Savinienne

## Palmarès
- Participation à la Coupe de France en 1947 avec Lille (n'a pas disputé la finale remportée)
- Meilleur buteur du Championnat de France D2 en 1946 (27 buts) avec Angers